# Đuriselo
Đuriselo (en serbe cyrillique : Ђурисело) est un village de Serbie situé dans la municipalité de Stanovo (Kragujevac), district de Šumadija. Au recensement de 2011, il comptait 717 habitants.

## Démographie

### Évolution historique de la population
| 1948 | 1953 | 1961 | 1971 | 1981 | 1991 | 2002 | 2011 |
| ---- | ---- | ---- | ---- | ---- | ---- | ---- | ---- |
| 340  | 361  | 318  | 336  | 503  | 627  | 699  | 717  |

|  |